# Tromtö naturreservat
Tromtö naturreservat ligger på en udde vid Tromtöfjärden mellan vägen mot Hasslö och Nättraby i Ronneby kommun.
Naturreservatet består till stora delar av gammal ek- och bokskog och är på 1 242 ha, varav 374 ha landareal och börjar vid Hjortahammars gravfält vid vägen till Hasslö.
Halvön har varit en del av det herrgårdslandskap som tillhört Johannishus gods.
Naturreservatet är rikt på insekter med bland andra ekoxe samt vedsvampar varav en del av de senare är sällsynta som saffransticka, tårticka och havsticka.
Vid den yttersta udden, Tromtö nabb, finns en vackert belägen naturhamn med flytbryggor och plats för över 40 fritidsbåtar. Hamnen drivs av Karlskrona Navigationssällskap.